# Edward Rydz-Śmigły

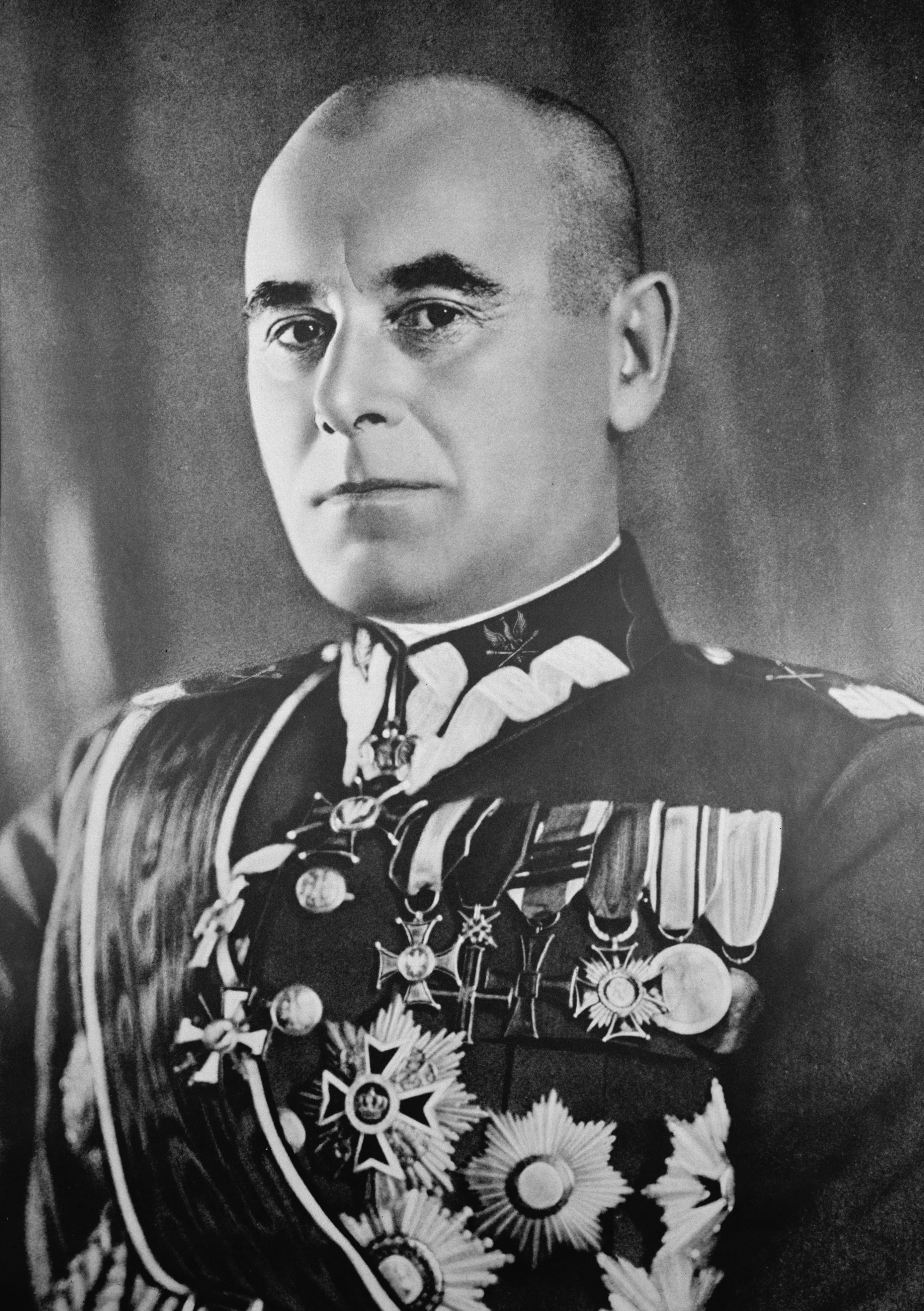
Marschall Edward Rydz-Śmigły (1937)

Edward Rydz-Śmigły anhörenⓘ (* 11. März 1886 in Brzeżany, Galizien, Österreich-Ungarn; † 2. Dezember 1941 in Warschau) war ein polnischer Politiker, Maler und ab 1936 Marschall von Polen.

## Leben

### Frühe Jahre bis 1914
Edward Rydz, wie er eigentlich hieß (Śmigły, für der Flinke, war ein Pseudonym, das er in verschiedenen konspirativen Vereinen der Zeit vor 1914 benutzte und später seinem Familiennamen beifügte), war Sohn des österreichisch-ungarischen Berufsunteroffiziers Tomasz Rydz († 1888) und dessen Gemahlin Maria Babiak († 1896 im Alter von 29 Jahren). Damit stellte er eine Seltenheit im Offizierskorps der Zweiten Polnischen Republik dar, in dem die meisten Offiziere adliger oder großbürgerlicher Herkunft waren. Früh verwaist, wurde Edward von den mütterlichen Großeltern erzogen, nach deren Ableben kam er zur Familie des Stadtarztes in Brzeżany, Edmund Uranowicz. Er besuchte das Gymnasium in seinem Geburtsort und legte 1905 das Matura-Examen mit Auszeichnung ab.
Eigentlich wollte Rydz Kunstmaler werden und studierte zuerst Malerei bei Leon Wyczółkowski und Teodor Axentowicz an der Krakauer Akademie der Schönen Künste, dann Philosophie und Kunstgeschichte an der Jagiellonen-Universität. 1907 studierte er Malerei in München, Nürnberg und Wien. Zwischen 1910 und 1911 erhielt er jedoch auch eine Offiziersausbildung als Einjährig-Freiwilliger im berühmten Infanterie-Regiment Hoch- und Deutschmeister Nr. 4 und beendete sie mit Auszeichnung als Fähnrich. Man schlug ihm vor, als Berufsoffizier in der Armee zu bleiben, er lehnte dies allerdings ab.
1907 und 1908 war Rydz in verschiedenen konspirativen sozialistischen und nationalen Vereinen tätig. Nach der Gründung des von k.u.k. Behörden zugelassenen Schützenverbandes „Strzelec“ wurde Rydz nach der Beendigung der Ausbildung als Offizier der Schützen zum Kommandanten zweier Ausbildungsjahrgänge (1912 und 1913), zuletzt war er Chef des Bundbezirks Lemberg. Gleichzeitig nahm er 1912 das Studium an der Krakauer Akademie der Schönen Künste unter der Leitung des Professors Józef Pankiewicz wieder auf und beendete es noch vor dem Ausbruch des Ersten Weltkrieges. Man lobte seine Begabung in der Landschafts- und Porträtmalerei und sagte ihm eine große Zukunft als Maler voraus.

### Erster Weltkrieg (1914–1918)
Im Juli 1914 trat Rydz als Leutnant in die österreichisch-ungarische Armee ein, einen Monat später wurde er zu den Polnischen Legionen unter Józef Piłsudski versetzt, wo er in der berühmten, von Piłsudski selbst befehligten Ersten Brigade diente, in der er nach und nach Bataillonskommandant, Kommandant des 1. Regiments und Stellvertreter des Brigadechefs wurde. Als Kommandant des 3. Bataillons nahm er mit Auszeichnung an vielen schweren Kämpfen an der Ostfront gegen die russische Armee teil. Der Militärhistoriker Juliusz Kaden-Bandrowski schrieb über ihn: „Das Dritte Bataillon ist gleichsam die Garde der Ersten Brigade. Wo Śmigły angreift, muss es immer ein positives Ergebnis geben. Wo er wirtschaftet, gibt es Ordnung.“ Schon 1914 wurde Rydz zum Major, 1915 zum Oberstleutnant und 1916 zum Oberst befördert.
Im Juli 1917 verweigerten die Legionäre den Eid auf die zwei Kaiser der Mittelmächte als Verbündete des von Deutschland und Österreich-Ungarn neugeschaffenen Regentschaftskönigreiches Polen, was zur sogenannten Eidkrise führte. Hans von Beseler, Generalgouverneur im Generalgouvernement Warschau, ließ die Legionen auflösen und ihre Soldaten internieren. Nach kurzer Haft wurde Rydz von Piłsudski, der in Magdeburg in Festungshaft war, Anfang 1918 zum Oberkommandierenden der geheimen Polnischen Militärischen Organisation (POW) ernannt. Als solcher fuhr er im September 1918 nach Kiew, wo er über die Anwerbung der Polen in der Ukraine für die POW verhandelte, und wo er seine künftige Frau, Marta Zaleska, die Kurierin der POW war, kennenlernte. Im Oktober 1918 fuhr er nach Lublin zu einer Geheimkonferenz der Polnischen Bauernpartei (PSL) und der Polnischen Sozialistischen Partei (PPS), der er das Projekt der Errichtung eines unabhängigen republikanisch-demokratischen polnischen Staates mit provisorischem Sitz in Lublin vorlegte. Am 6. und 7. November desselben Jahres wurde Rydz vom Sozialistenführer Ignacy Daszyński als Kriegsminister im Rang eines Generalmajors in dessen so genannte Erste Lubliner Regierung berufen (die zweite war die kommunistische unter Bolesław Bierut im Jahr 1944), die am 11. November 1918 die Macht an Piłsudski übergab. Als Minister begann er den Doppelnamen Rydz-Śmigły zu gebrauchen.

### Krieg gegen die Bolschewiki (1919–1921)
Während des Polnisch-Sowjetischen Krieges 1919 bis 1921 war Rydz-Śmigły Kommandant der Militärbezirke Warschau und Lublin. Während des polnischen Angriffs auf Wilna (1919) war er Befehlshaber der 1. Infanteriedivision der Legionen und vernichtete die Truppen der Roten Armee im Umland von Wilna. Am 8. August 1919 eroberte er Minsk, einen Monat später stieß er bis zur Düna vor und besetzte einen Vorort von Dünaburg. Am 30. Dezember 1919 wurde er Kommandant einer Operationsgruppe, die aus zwei polnischen und zwei lettischen Regimentern bestand und eroberte am 3. Januar 1920 Dünaburg. Zum Oberbefehlshaber der lettischen Streitkräfte ernannt, eroberte er bis Februar 1920 das südliche Polnisch-Livland. Er erhielt dafür die Ritterwürde des Orden Virtuti Militari und die höchste lettische Militärauszeichnung, den Lāčplēsis-Orden. Kurz danach wurde Rydz-Śmigły zum Divisionsgeneral (Zwei-Sterne-General) befördert.
Während des Feldzuges auf Kiew befehligte er eine Angriffsgruppe, die aus der 1. und 7. Infanteriedivision und der 1. Kavallerie-Brigade bestand. Rydz-Śmigły brachte der roten 12. Armee eine totale Niederlage bei und besetzte am 7. Mai 1920 Kiew, musste es jedoch auf Piłsudskis Befehl bald räumen, da sich die Hauptmasse der polnischen Armee auf dem Rückzug in Richtung Heimat befand.
In der letzten Phase des Krieges, die mit einer Niederlage der Bolschewisten endete, war Rydz-Śmigły Kommandeur der südöstlichen und der mittleren Front, die den rechten Angriffsflügel der polnischen Armee in der Schlacht bei Warschau ausmachten, später befehligte er die 2. Front, die den Rückzug der Roten Armee unter Michail Tuchatschewski abschnitt. Die Bolschewisten mussten sich nach Ostpreußen zurückziehen, wo sie interniert wurden.

### Politkarriere (1922–1939)

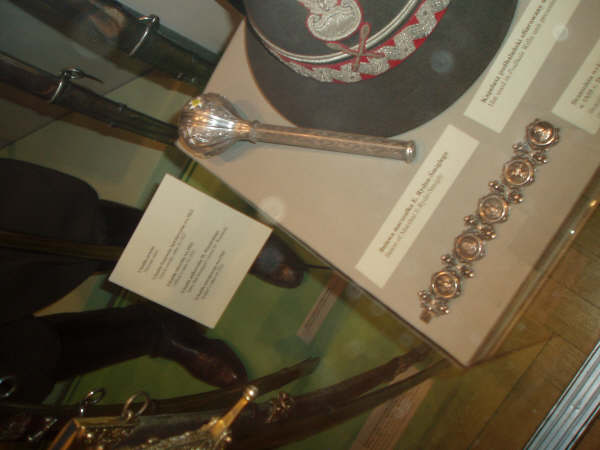
Der zweite, kleinere Marschallstab des Rydz-Smigły

Nach dem siegreichen Krieg beschäftigte sich Rydz-Śmigły von 1922 bis 1926 mit der Organisation und der Schulung des Heeres, u. a. reiste er 1925 nach Frankreich, um die Organisation der französischen Armee – die seinerzeit von vielen Fachleuten für die stärkste Armee Europas gehalten wurde – näher kennenzulernen.
Während des Maiputsches 1926 gehörte er zu den Anhängern Piłsudskis und entsandte einen Teil der Wilnaer Garnison, um die Putschisten in Warschau zu unterstützen. Rydz-Śmigły bekleidete zu dieser Zeit hohe militärische Ämter als Generalinspekteur des Wilnaer und später des Warschauer Militärbezirks und wurde 1929 zum Stellvertreter des Marschalls für alle Belange des Ostens nominiert. Einen Tag nach dem Tod Piłsudskis wurde er am 13. Mai 1935 gemäß dem letzten Willen des Verstorbenen zum Generalleutnant und Generalinspekteur der Streitkräfte ernannt, und am 13. Juli dieses Jahres erklärte ihn die Regierung zur „zweiten Person im Staate nach dem Staatspräsidenten“. Am 10. November 1936 wurde er zum Marschall von Polen befördert. Als Marschall begann er den Namen Śmigły-Rydz zu verwenden.

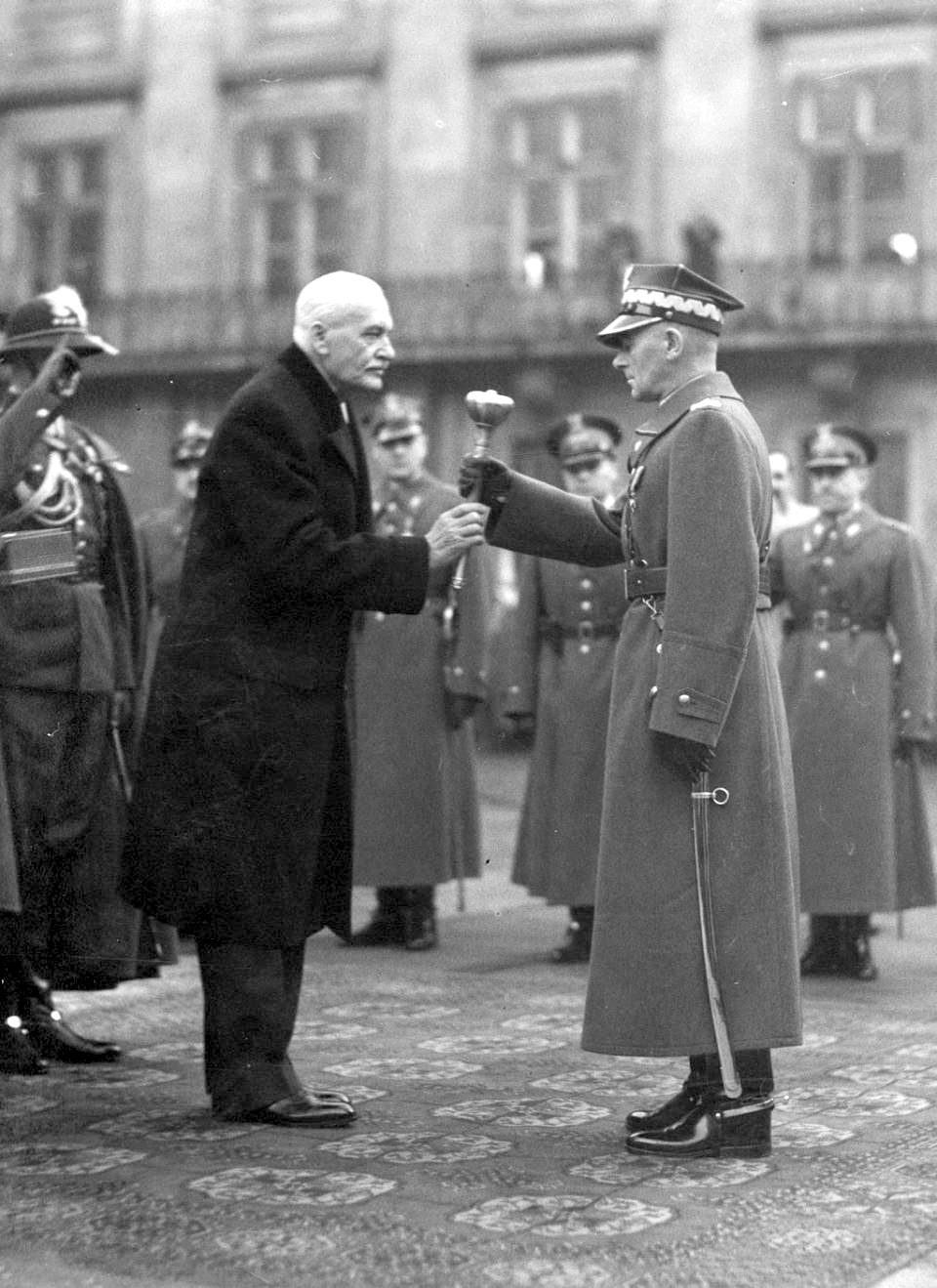
10. November 1936, Ehrenhof des Warschauer Königsschlosses: Rydz erhält den Marschallstab von Präsident Mościcki

Als Marschall schuf er mit der Unterstützung des Offizierskorps ein zweites Machtzentrum im seit 1926 größtenteils autoritär regierten Polen: von nun an teilten sich die Kreise der Regierenden in die „Leute des Präsidenten“ Ignacy Mościcki oder die „Gruppe Schloss“ (so genannt nach der Residenz des Präsidenten, dem Königsschloss in Warschau) und die „Leute des Marschalls“, die sich im Generalinspektoriat der Streitkräfte trafen. Ein Unabhängiger und Vermittler zwischen den beiden Gruppen war der Außenminister Oberst Józef Beck. Das Merkwürdige war, dass beide Gruppen sich in ihrem Machtkampf auf die vermeintliche intime Kenntnis der „Absichten des Kommandanten (Piłsudski)“ beriefen, der kein politisches Testament hinterlassen hatte. Anfangs versuchte Rydz-Śmigły, die Bauernpartei auf seine Seite zu ziehen; als dies misslang, wandte er sich der nationalistischen Jugend zu. Er schuf die Organisation „Bund des jungen Polens“ (Związek Młodej Polski) mit dem Führer der ultranationalistischen und antisemitischen Falanga, Jerzy Rutkowski, an ihrer Spitze. Es gab Gerüchte, dass er einen Staatsstreich plane, um die ganze Macht mit der Unterstützung der Ultrarechten an sich zu reißen. Dies verursachte großes Missbehagen in den Kreisen der alten Piłsudski-Gefährten, worauf Rydz-Śmigły seine Taktik änderte: Er wandte sich von der nationalistischen Jugend ab und versuchte, seinen Einfluss in den Kreisen der alten Kämpfer zurückzuerlangen. In den letzten Jahren vor dem Zweiten Weltkrieg versöhnte er sich mit Mościcki; es entstanden geradezu freundliche Beziehungen zwischen den beiden Staatsmännern.
1936 schuf Rydz-Śmigły in Zusammenarbeit mit dem Generalstab einen sechsjährigen Plan der Modernisierung der Streitkräfte. Man beschloss, die Entwicklung der Panzerabwehr, der Luftverteidigung und der schweren Artillerie zu fördern. 1937 traf er anlässlich einer Jagd mit Hermann Göring zusammen, dem gegenüber er die Bereitschaft der polnischen Regierung betonte, Piłsudskis Politik der Versöhnung mit dem Deutschen Reich fortzusetzen. Er wich jedoch Görings Frage aus, ob Polen bereit wäre, dem Antikominternpakt beizutreten.
Ab März 1939 sah Rydz-Śmigły die Bedrohung durch Deutschland viel klarer als die anderen Mitglieder der polnischen Regierung, befahl eine Teilmobilisation und eine Umarbeitung des Operationsplanes „Westen“, da Polen nach der deutschen Besetzung der Rest-Tschechoslowakei und der Gründung der deutschfreundlichen Slowakei von allen Seiten umklammert war. Die Zeit reichte indessen nicht aus, um neue Operationspläne auszuarbeiten. Während der Moskauer Verhandlungen im August 1939 erklärte er den Westmächten mit Entschiedenheit, dass Polen einen Durchmarsch der Roten Armee nach Westen nicht gestatten werde, da dieser „die aktive Beteiligung der Sowjetunion am eventuellen Krieg nicht garantiere, und dass sowjetische Truppen, einmal in Polen, es niemals verlassen werden“.

### Letzte Jahre

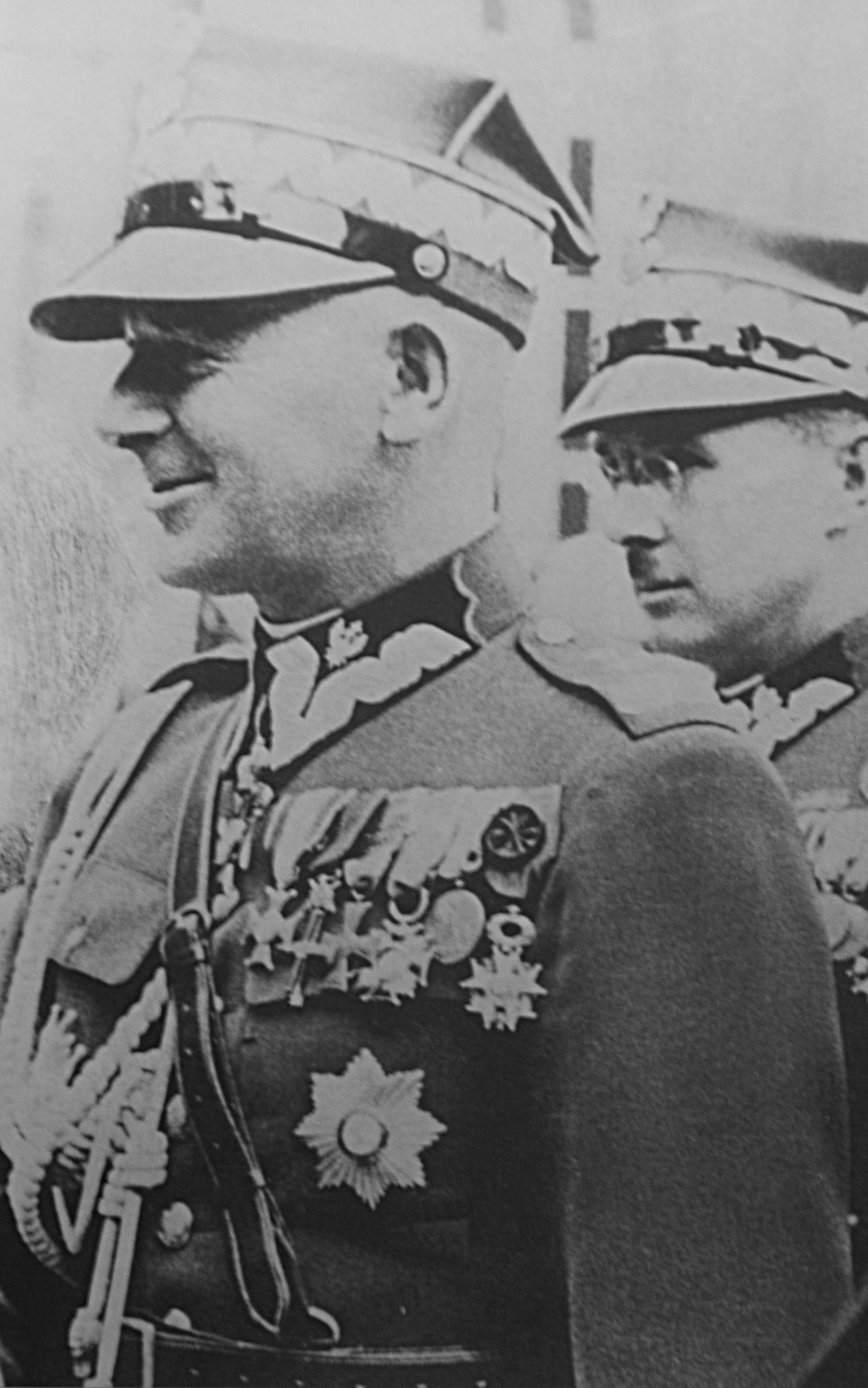
Edward Rydz-Śmigły und Wacław Stachiewicz, Chef des Generalstabs

Am 1. September 1939 wurde Polen von Deutschland angegriffen (siehe Überfall auf Polen). Rydz-Śmigły war bestrebt, die polnische Verteidigung bis zur Offensive der polnischen Alliierten (die niemals stattfand – siehe Britisch-französische Garantieerklärung) zu stabilisieren. Am 9. September verlegte er das Hauptquartier aus dem bedrohten Warschau nach Brest und später nach Wladimir in Wolhynien. Er zeigte große Beherrschung und Ruhe in den schwierigsten Situationen, befasste sich jedoch allzu sehr mit Einzelheiten und hatte keinen der strategischen Leitgedanken der damaligen Zeit (Blitzkrieg-Theorie, koordinierter Kampf von Heer und Luftstreitkräften etc.) richtig erfasst. Was Piłsudski 1922 (in einer Charakteristik der polnischen Generalität) beschrieb, bewahrheitete sich: „in der Operationsarbeit zeigt er eine gesunde und ruhige Logik und beharrliche Energie. Ich empfehle ihn als Armeekommandeur, bin jedoch nicht sicher, ob er ausreichende Fähigkeiten besitzt, als Oberbefehlshaber in einer Auseinandersetzung zwischen zwei Staaten zu funktionieren“.
Ab 17. September 1939 erfolgte die Besetzung Ostpolens durch 446.000 Soldaten der Roten Armee und des NKWD. Am gleichen Tag begab sich die polnische Regierung über den letzten noch offenen Grenzübergang am Fluss Tscheremosch nach Rumänien, wo sie Asyl erbat und erhielt. Am 20. September 1939 erließ Rydz-Śmigły seinen letzten Befehl an die Armee, am 26. September ließ er in seiner letzten Anweisung den Kommandanten der Verteidigung Warschaus, General Juliusz Rómmel, wissen, dass die Hauptstadt sich verteidigen solle, bis die Vorräte an Munition und Lebensmitteln ausgingen; später solle ein im Untergrund wirkender Widerstand organisiert werden. Am nächsten Tage trat er mittels eines Briefes an den neuen Präsidenten Władysław Raczkiewicz vom Posten des Oberbefehlshabers zurück. Für seinen Übergang nach Rumänien wurde er während des Krieges und danach kritisiert; er sah indessen die bevorstehende unausweichliche Niederlage und wollte niemanden hinterlassen, der eine Kapitulationsurkunde der Republik Polen unterzeichnen könnte.
Aus diesem Grunde ernannte er auch keinen Nachfolger als Oberbefehlshaber, was ebenfalls kritisiert wurde.
Rydz-Śmigły hatte ein Versprechen des rumänischen Königs Carol II. erhalten, freies Geleit nach Frankreich zu bekommen, wurde aber nach dem Übergang in Czernowitz und später in Siebenbürgen interniert. Die französische Regierung weigerte sich auf Betreiben seines alten Intimfeindes und nunmehrigen Exil-Premierministers, General Władysław Sikorski, ihn aufzunehmen. Zwei Jahre des Exils in Rumänien und Ungarn (am 10. Dezember 1940 floh er in Verkleidung aus Rumänien nach Ungarn) sollten folgen. Die Flucht Rydz-Śmigłys nach Ungarn und Gerüchte über dessen Pläne, nach Polen zurückzukehren, riefen größte Unruhe bei Sikorski hervor, der in einem Telegramm an den Führer des Widerstandes in Warschau, General Stefan Rowecki, schrieb: „Die polnische Regierung würde den Aufenthalt des Marschalls in Polen als Sabotage der Arbeit im Lande betrachten. Der Marschall soll sich schleunigst nach einem Lande des Britischen Empire begeben.“ Im rumänischen und ungarischen Exil schuf Rydz-Śmigły die Pläne zur Errichtung einer militärischen Widerstandsorganisation gegen die deutsche Besetzung Polens, die auf Piłsudski-gesinnten Offizieren basieren sollte; diese wurde jedoch erst 1942 gegründet, nach seinem Tod.

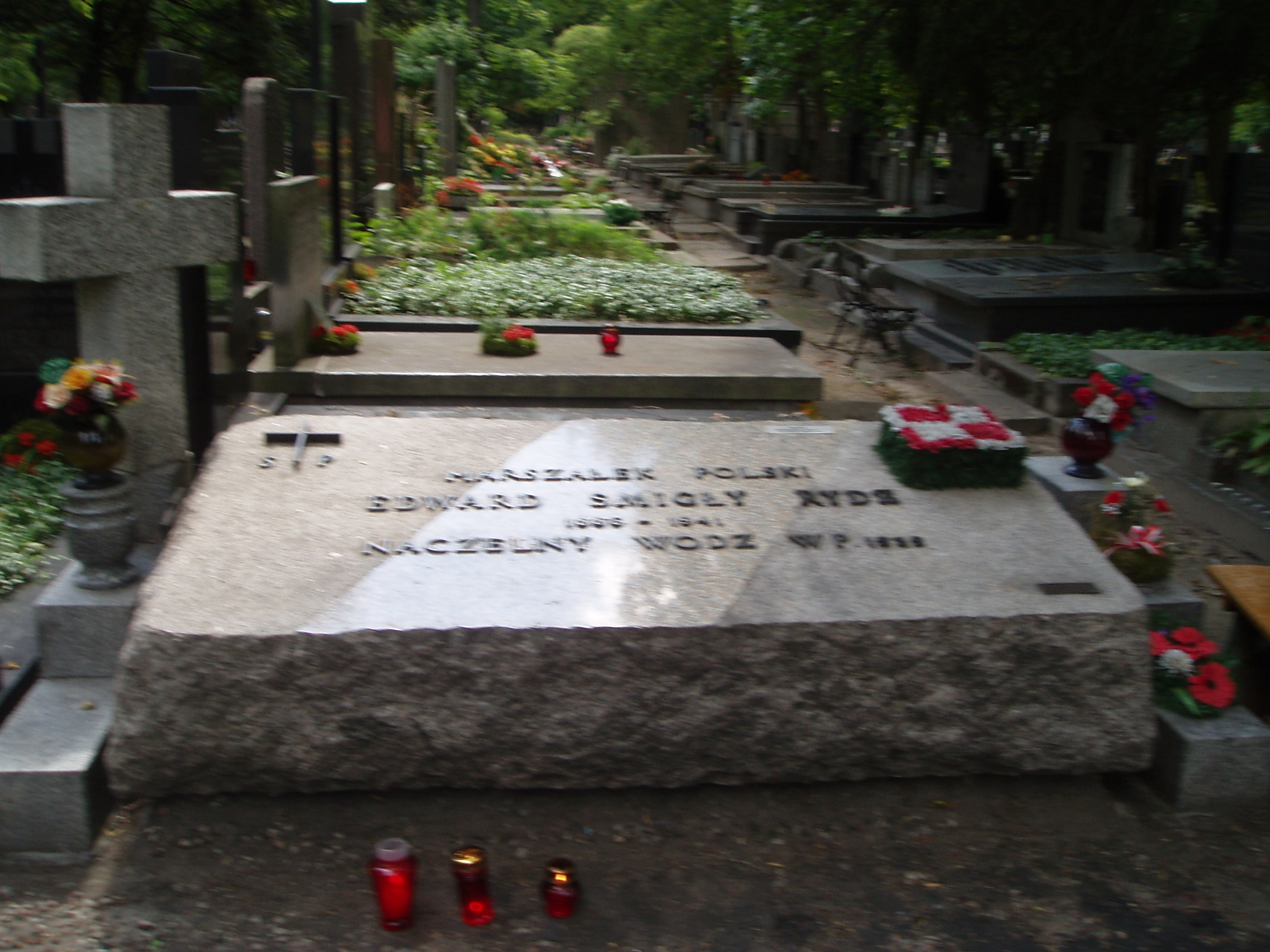
Das Grab des Marschalls Rydz-Smigły in Warschau

Im Oktober 1941 ging Rydz-Śmigły aus Ungarn in Verkleidung nach Warschau zurück und meldete sich als einfacher Soldat unter dem Decknamen Adam Zawisza bei der Widerstandsbewegung. Indem er sich selbst degradierte, wollte er solchermaßen wahrscheinlich die Schande der Flucht des 17. Septembers 1939 büßen. Er nahm Kontakt mit Rowecki auf, starb jedoch nach nur fünf Wochen in Warschau unerwartet an Herzversagen und wurde zunächst unter dem Namen Adam Zawisza auf dem Friedhof Powązki-Friedhof in Warschau bestattet.

## Nachleben
Bis 1991 trug das Grab Rydz-Śmigłys den Namen Adam Zawisza. 1994 erhielt es einen neuen, größeren Grabstein, der von der Bevölkerung Warschaus gespendet wurde. Im selben Jahr wurde ein großer Park in Warschau, der einst von den Kommunisten als Park der Kultur und der Erholung angelegt worden war, in Marschall-Edward-Rydz-Smigły-Park umbenannt.
Der fähige, aber am Ende glücklose Rydz-Śmigły wird heute anders beurteilt als während der kommunistischen Zeit. Einige Historiker sehen ihn heute als einen Patrioten, der alles für sein Land opferte und als einen der tragischen Helden der polnischen Nationalgeschichte, während seine Person in kommunistischer Zeit negativ dargestellt worden war.

## Familie
Rydz-Śmigły war mit Marta Zaleska (1895–1951), geb. Thomas, verheiratet, mit der er bereits eine Affäre während ihrer ersten Ehe mit dem Leutnant Michał Zaleski († 1939) gehabt hatte. Zaleska und Rydz-Śmigły blieben kinderlos, zeigten sich nur selten gemeinsam in der Öffentlichkeit und lebten meist an getrennten Orten. 1940 sahen sich beide das letzte Mal während eines Treffens in Rydz-Śmigłys ungarischem Exil. Den Rest des Krieges und die Jahre danach verbrachte Zaleska in Frankreich. Sie wurde zuletzt am 2. Juli 1951 lebend gesehen; zwei Wochen später wurde ein Sack mit ihren sterblichen Überresten – die Leiche war gevierteilt – 40 km von Nizza entfernt gefunden.

## Schriften

### Militärwissenschaftliche Literatur
- Walka na bagnety (Der Bajonettenkampf), Lemberg 1914.
- W sprawie polskiej doktryny (Die polnische Militärdoktrin), Warschau 1924.
- Kawaleria w osłonie (Die Kavallerie als Schutztruppe), Warschau 1925.
- Rozkazy, Artykuły, Mowy (Befehle, Artikel, Reden), Warschau 1936.
- Wojna polsko-niemiecka (Polnisch-deutscher Krieg), Budapest 1941.

## Dichtung
- Gedichtsammlung Dążąc do końca swoich dróg (Nach dem Ende des Weges strebend), London 1989.

### Malerei und Grafik
- Illustrationen zum Buch Józef Piłsudskis Der 22. Januar 1863, Lemberg 1920
- Teilnahme an Kunstausstellungen in Krakau (1916) und Warschau (1917). Rydz stellte mehrere Aquarelle und Zeichnungen aus. Während der Internierung in Rumänien schuf er auch Ölgemälde. Die meisten seiner Werke sind heute verschollen.

## Orden, Auszeichnungen und Ehrentitel
Polnische Orden und Auszeichnungen
Orden vom Weißen Adler, Komtur und Ritter des Ordens Virtuti Militari, Großkreuz, Großoffizier und Komtur des Ordens Polonia Restituta, Kreuz der Tapferen (viermal), Polnisches Kreuz der Unabhängigkeit mit Schwertern, Goldenes Verdienstkreuz, Erinnerungsmedaille für den Krieg 1918–1921.
Ausländische Orden und Ehrenzeichen
Großkreuz, Großoffizier und Komtur der französischen Ehrenlegion, Großkreuz des Sterns von Rumänien, Großkreuz des japanischen Ordens der Aufgehenden Sonne, Großkreuz des jugoslawischen Ordens der Heiligen Sava und Serbischen Ordens des Weißen Adlers, Großkreuz des Ungarischen Verdienstordens, italienisches Kriegsverdienstkreuz, lettischer Lāčplēsis-Orden, The Pulaski Medal (USA), Freiheitskreuz, Orden des Adlerkreuzes, Orden des weißen Sterns außerdem lettische und rumänische Tapferkeitsmedaillen.
Ehrentitel
Ehrendoktor der Universitäten in Wilna und Warschau und der Technischen Hochschule in Warschau, Ehrenbürger zahlreicher polnischer Städte.

## Belege
1. ↑  Stanley S. Seidner: Marshal Edward Smigly-Rydz and Poland, 1935–1939. Diss., St. John’s University, New York 1975, S. 4.
2. ↑  Vgl. auch Franz Kadell: Katyn: Das zweifache Trauma der Polen. Herbig Verlag, München 2011, ISBN 978-3-7766-2660-5, S. 15–16. Vgl. zudem ebenda S. 16: „Die Offiziere und Soldaten des Grenzverteidigungskorps, die den Sowjets als Erste in die Hände fallen, werden unverzüglich nach Russland deportiert, sofern sie nicht auf der Stelle umgebracht werden.“

| Personendaten    | Personendaten                                                                       |
| ---------------- | ----------------------------------------------------------------------------------- |
| NAME             | Rydz-Śmigły, Edward                                                                 |
| ALTERNATIVNAMEN  | Rydz, Edward (Geburtsname); Śmigły-Rydz, Edward (Pseudonym als Marschall von Polen) |
| KURZBESCHREIBUNG | polnischer Politiker, Marschall von Polen, Maler und Dichter                        |
| GEBURTSDATUM     | 11. März 1886                                                                       |
| GEBURTSORT       | Breschan bei Tarnopol, Galizien                                                     |
| STERBEDATUM      | 2. Dezember 1941                                                                    |
| STERBEORT        | Warschau                                                                            |